# Saint-Christophe-de-Valains
Saint-Christophe-de-Valains (bret. Sant-Kristol-Gwalen) – miejscowość i gmina we Francji, w regionie Bretania, w departamencie Ille-et-Vilaine.

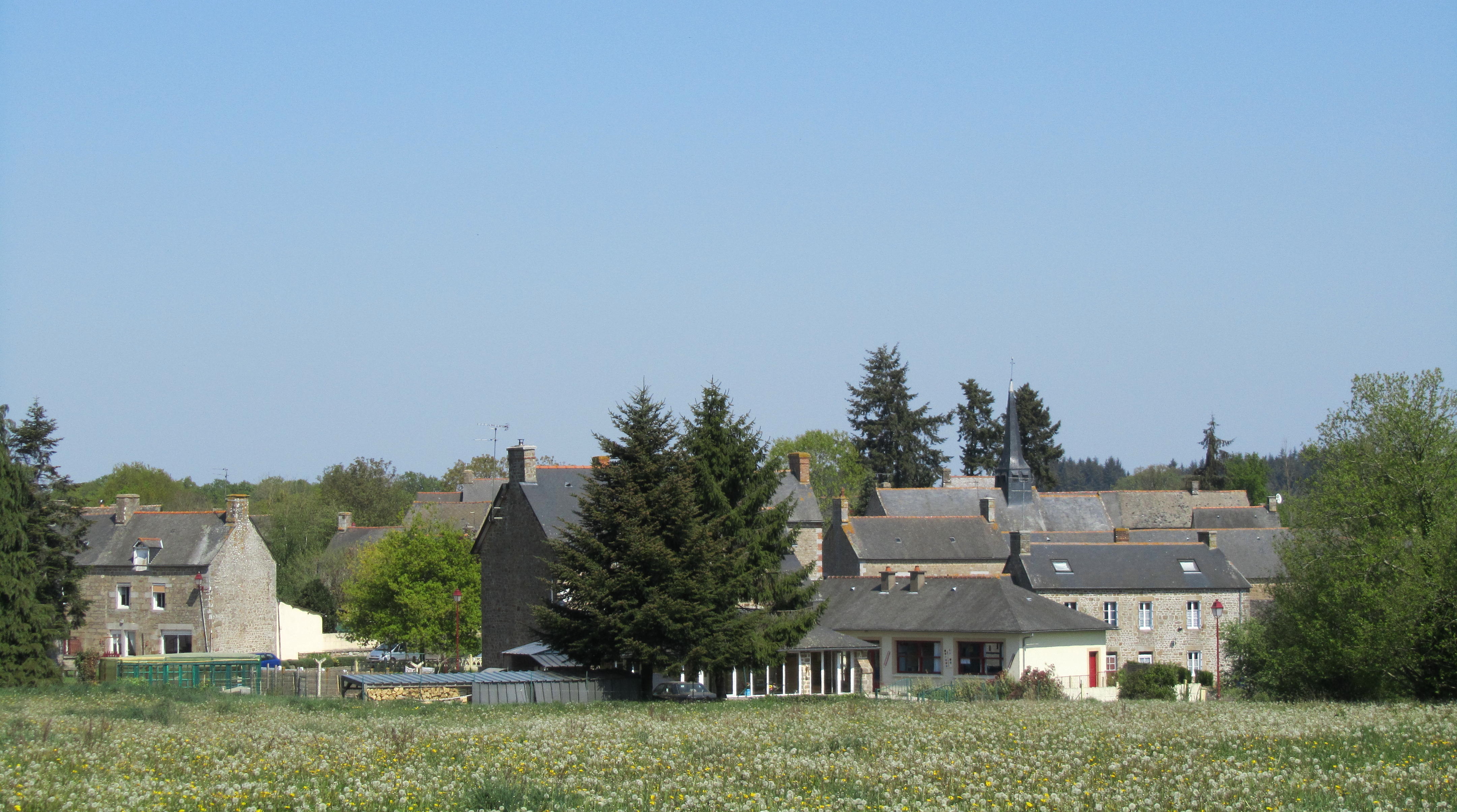
Saint-Christophe-de-Valains

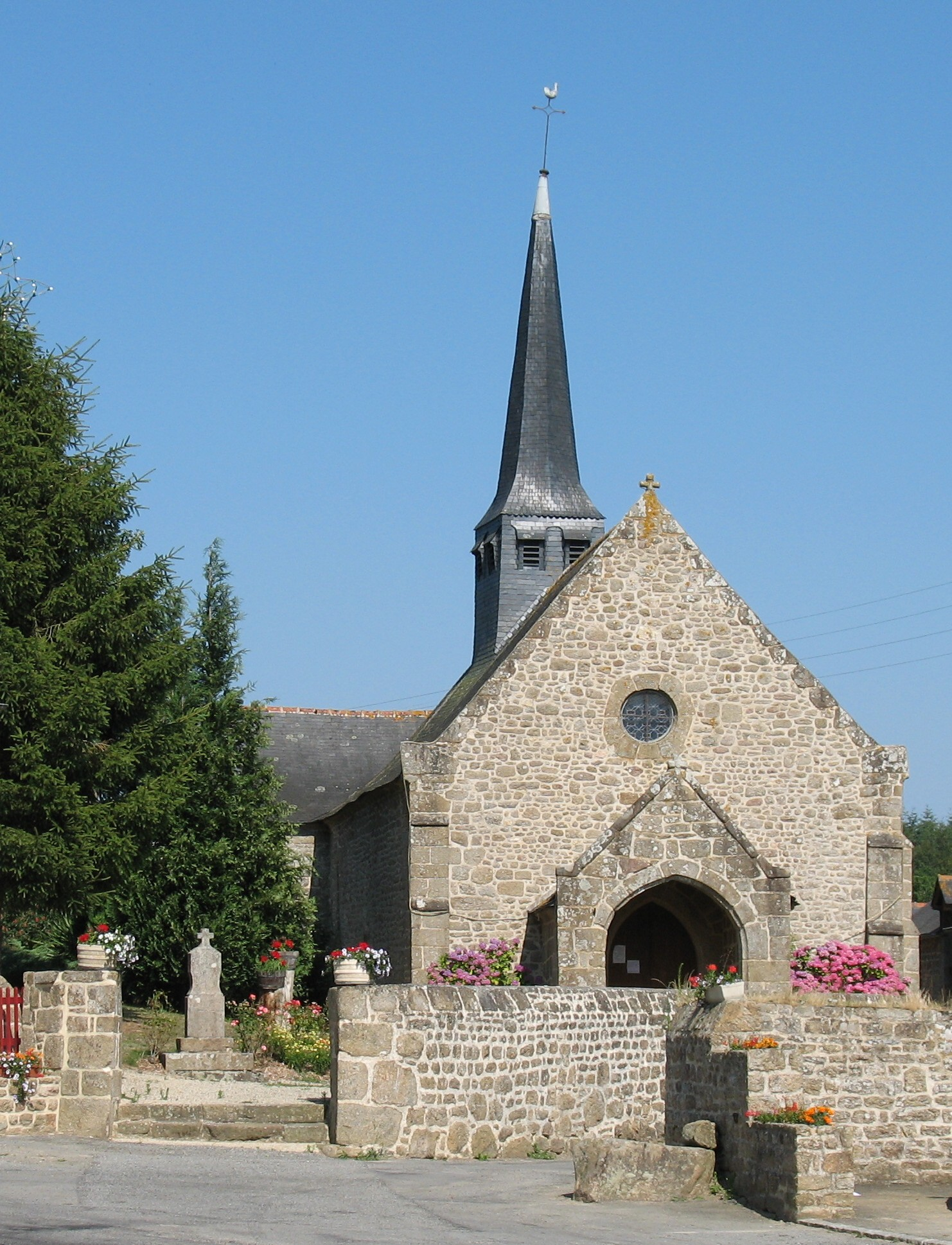
Saint-Christophe-de-Valains
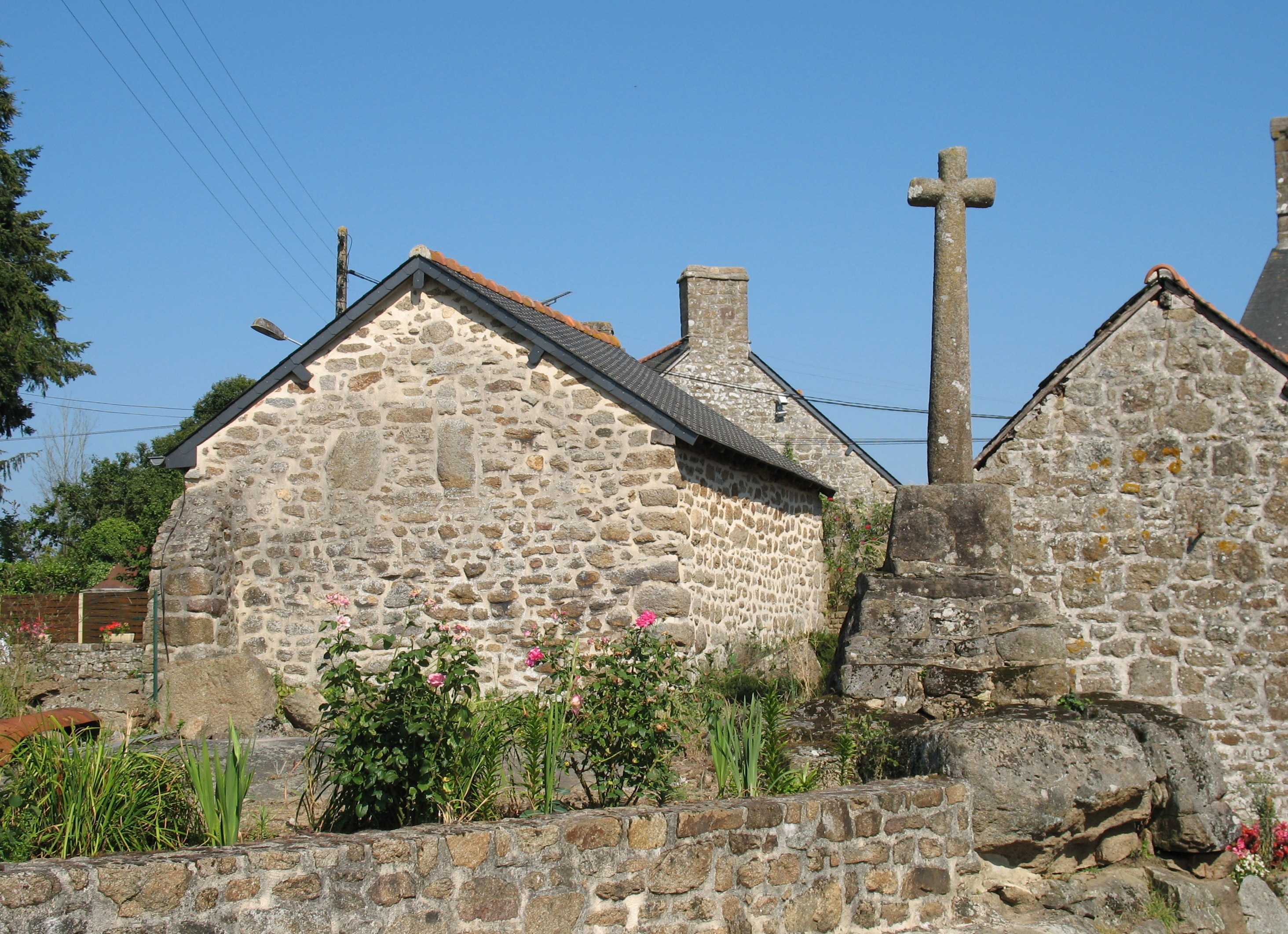
Saint-Christophe-de-Valains